# Jeżozwierz południowoafrykański
Jeżozwierz południowoafrykański, jeżozwierz grzebieniasty (Hystrix africaeaustralis) – gatunek gryzonia z rodziny jeżozwierzowatych (Hystricidae). Jego skórę pokrywają szczeciniaste włosy i długie, regenerujące się w razie ich utraty kolce, służące do obrony przed drapieżnikami. Ssak występuje na południu Afryki. Dobrze się adaptuje do środowiska zmienionego przez człowieka. Żywi się roślinami, także na plantacjach, rzadziej padliną. Mieszka w norze. Tam też przychodzi na świat potomstwo, zwykle jeden miot rocznie. Gatunek cechuje monogamia. Jego zwyczaje rozrodcze stanowią przedmiot wielu badań naukowych. Nie wyróżnia się podgatunków.

## Taksonomia
Gatunek po raz pierwszy zgodnie z zasadami nazewnictwa binominalnego opisał w 1852 roku niemiecki zoolog Wilhelm Peters nadając mu nazwę Hystrix africae australis. Holotyp pochodził z wybrzeża Querimby (około 10°30′-12°00′S 40°30′E), w poziomie morza, w Mozambiku.
Hystrix africaeaustralis należy do podrodzaju Hystrix. Sympatryczny z podobnym H. cristata w części południowej Ugandy, Kenii i Tanzanii. Zidentyfikowano do trzech podgatunków, ale żaden nie został rozpoznany w ostatnich ocenach taksonomicznych. Autorzy Illustrated Checklist of the Mammals of the World uznają ten gatunek za monotypowy.

### Etymologia
- Hystrix: gr. υστριξ ustrix „jeżozwierz”, być może od υς us „wieprz”; θριξ thrix, τριχος trikhos „włosy”[13].
- africaeaustralis: łac. Africa „Africa”[14]; australis „południowy”, od auster, austri „południe”[15].

## Morfologia i anatomia
Jeżozwierz południowoafrykański, największy gryzoń południa Afryki, osiąga długość ponad pół metra, szacowaną na 71-84 cm lub 75-100 cm, i masę ciała 10-24, 12-18 lub 18-30 kg, przy czym samice są cięższe od płci przeciwnej o około 1 kg, choć nie wszyscy badacze się z tym zgadzają.
Zwierzę posiada ruchliwe wąsy. Zarówno jego słuch, jak i węch są bardzo wyczulone. W skład czaszki wchodzą kości pneumatyczne, kości nosowe osiągają proporcjonalnie do wielkości gryzonia spore rozmiary. Sądzi się, że są to przystosowania do szukania pokarmu. Głowa i pysk są szerokie, oczy – niewielkie, uszy zaś – zaokrąglone. Największy wymiar czaszki wynosi 18,18 cm. Mózg waży około 37 g. W porównaniu z innymi gryzoniami przyśrodkowe jądro przegrody wydaje się być proporcjonalnie mniej zasobne w neurony, jednak większych różnic pomiędzy mózgowiem jeżozwierza i mniejszych gryzoni nie znaleziono.
W jamie gębowej tkwi 20 zębów (tyle samo w szczęce co w żuchwie). Na przedzie znajduje się para rylcowatych siekaczy, kły nie występują. Wymienić należy jeszcze parę przedtrzonowców i 3 pary trzonowców.
Dobrze zbudowane, krótkie kończyny przechodzą w stopy o pokaźnych pazurach, używanych do kopania. Krótki ogon otaczają kolce wydrążone i otwierające się na zewnątrz.
Skórę pokrywają spłaszczone, szczeciniaste włosy, a na tylnej części grzbietu i na bokach wytwarza ona nawet zabarwione w jasne i ciemne pasy kolce sięgające długości w zależności od rodzaju kolców 30 (sztywne) lub 50 cm (giętkie). W razie zagrożenia zwierzę stroszy je, dzięki czemu wygląda groźniej. Wydrążone kolce ogona wydają wtedy grzechoczący dźwięk. Kolce często odpadają w kontakcie z napastnikiem, a w ich miejsce wyrastają nowe. Utkwiwszy w miękkiej części ciała drapieżnika powodują dotkliwe rany. Regeneracja następuje szybko.

## Fizjologia
Temperatura ciała tego ssaka wynosi około 37,5 °C. Przystosowuje się on do warunków otoczenia, co odbija się m.in. w składzie jego moczu. Badania wykazały, że w chłodniejszych warunkach otoczenia notuje się w nim wyższy poziom wodorowęglanów, przy czym pH zazwyczaj wynosi około 7. Stężenie katecholamin jest zwiększone zarówno w niskich, jak i wysokich temperaturach. Noworodki zdolne są do termoregulacji jedynie w zakresie temperatur otoczenia 10-28 °C, jednak w bliskim kontakcie z kilkoma innymi młodymi dolny próg obniża się.

## Występowanie
Zwierzę to zamieszkuje południową Afrykę. Północna granica jego zasięgu występowania przebiega na wschodzie kontynentu północną Tanzanią (jedynie północno-wschodnia część kraju nie jest zamieszkiwana przez jeżozwierza), zachodnią Kenią i południową Ugandą. Wstępuje również w Demokratyczną Republikę Konga, kierując się na południe, a następnie na zachód, zahaczając o granicą Konga. Granice zachodnia, wschodnia i południowa wyznaczane są w znacznej mierze przez linię brzegową Oceanów Atlantyckiego i Indyjskiego, z wyjątkiem Namibii, i bardzo niewielkiego przygranicznego obszaru RPA, gdzie jeżozwierz nie występuje na wybrzeżu). Wśród państw, w których Hystrix africaeaustralis zajmuje całe terytorium, wymienia się Lesotho, Suazi, Mozambik, Burundi, Rwandę, Angolę, Zambię, Malawi, Zimbabwe i Botswanę.
Jeżozwierz bytuje na terenach od poziomu morza do wysokości 2000 metrów (według innych źródeł nawet do 3500 metrów).
Stworzenie to zamieszkuje różnorodne środowiska o bogatej szacie roślinnej, po trosze także półpustynię w Namibii (chociaż jej większą część omija). Stroni od lasów, choć też go w nich spotykano. Lubi za to miejsca skaliste i odkryte. Zamieszkuje również sawannę, tereny trawiaste i krzaki.

## Zachowanie i rozmnażanie
Jeżozwierz południowoafrykański prowadzi nocny tryb życia, choć widywano go również dzienną porą. Jednak za dnia przebywa zwykle w kryjówce, za którą służy szczelina skalna, jaskinia, dziura w glebie czy opuszczona nora mrównika. Ma wschodzie kontynentu jeżozwierz częściej sam wykopuje swą norę, na innych terenach zwykle modyfikuje zastane tam schronienia. Komora mieszkalna może być położona na głębokości 2 metrów i oddzielona tunelem długim na 20 metrów.
Gryzoń chodem przypomina psa czy kota. Nieźle pływa i wspina się na drzewa. Wydaje sporo dźwięków: pociąga nosem, pochrząkuje.
Ssak ten żywi się głównie pokarmem roślinnym. Używa swych pazurów do wykopywania korzeni i bulw. Spożywa także opadłe na ziemię owoce, kwiaty, łodygi i obgryza drzewa z kory. Często pożywia się na plantacjach. Lubi ananasy, bambus, kukurydzę, melony, palmy kakaowe i olejowe, trzcinę cukrową, ziemniaki i dynie. Trawi mało pożywny pokarm dzięki specjalnej budowie układu pokarmowego, obfitującego w bakterie rozkładające włókna roślinne. Rzadziej pożywia się padliną lub obgryza kości, które często magazynuje w swych norach. Stanowią one dla niego cenne źródło fosforu (zawierają bowiem dużo fosforanu wapnia). Pozwalają także na ostrzenie rylcokształtnych siekaczy.
Jeżozwierz południowoafrykański uznawany jest za samotnika przejawiającego terytorializm. Istnieją nawet doniesienia o agresji wewnątrzgatunkowej, ale bardzo mało o niej wiadomo. Chociaż widywano żerujące grupki złożone z zazwyczaj nie więcej niż trzech zwierząt, wyjątkowo sześciu, najczęściej chodzi o żyjące razem grupy rodzinne składające się z rodziców i ich potomstwa. Według przeprowadzonych przez specjalistów z RPA badań 29% napotkanych osobników przebywało w grupkach. Badania te sugerują też, że być może zwierzęta te żyją w parach. Jeżozwierze południowoafrykańskie są monogamiczne. W ciągu roku para doczekuje się zazwyczaj tylko jednego miotu, choć notowano przypadki częstszych ciąż. Sezon rozrodczy trwa od maja do grudnia, rozmnażanie ma miejsce podczas letniej pory deszczowej. Sygnały świadczące o gotowości do rozrodu przesyła swemu wybrankowi samica. Jego zdolność do płodzenia potomstwa nie zmienia się w ciągu roku, ale w jej przypadku ściśle koreluje ona z sezonowymi zmianami klimatycznymi (choć ruja powtarza się przez cały rok, z wyjątkiem okresu laktacji). Okres ten trwa nieco ponad miesiąc, u wieloródek 32,3±6 dni, natomiast u pierwiastek 30,5±7 dni. Podczas trwającej 35 dni jej największej aktywności rozrodczej następuje kopulacja. Stanowi ona dla pary wyzwanie z uwagi na niebezpieczne kolce pokrywające ich ciała. Samica podchodzi do swego partnera tyłem, z kolczastym ogonem ułożonym pionowo. Udokumentowano, że podczas parzenia się zakończonego zapłodnieniem stężenia progesteronu były większe niż w przypadku nieefektywnego. W czasie ciąży para nie zaprzestaje tego rodzaju aktywności, co cementuje relacje w jej obrębie.
Po ciąży trwającej 93-94 dni (niektóre źródła podają, że niekiedy nawet 105 lub 112) rodzi się w wymoszczonej trawą komorze nory nie więcej niż trójka (według innych źródeł czwórka) młodych, choć na świat przychodzą i jedynaki. Średnia wynosi 1,5 lub 2,1 młodego na miot. Według badań przeprowadzonych w niewoli pojedynczy noworodek rodził się w 58,8%, bliźniaki w 32,1%, natomiast trojaczki w 9,1%. 78,7% porodów przypada zwykle na okres od sierpnia do marca. Noworodek waży około od 300 do 440 g, średnio od 311 g do 341 g (wtedy jeszcze nie dają się zauważyć różnice w masie pomiędzy osobnikami różnej płci), ma otwarte oczy i krótkie kolce. Matka karmi go mlekiem wydzielanym przez trójkątne gruczoły umiejscowione na boku klatki piersiowej, za łokciem. Zaczynają się one rozwijać 30-60 dni po zapłodnieniu, a pokarm mogą dostarczać po 42-60 dniach (średnio 53) po stosunku. Niezależnie od liczebności miotu masa ciała matki obniża się o 4-20 g dziennie (średnio 13,5 g dziennie) przez pierwsze 60 dni laktacji. Osesek ssie mleko przez pierwsze 3-4 miesiące swego życia (średnio wedle różnych danych 77 albo 101±37,8 dnia), choć od urodzenia może przyjmować stały pokarm. Zaczyna go jednak zwykle spożywać po 4. tygodniu życia. Przez 9 tygodni pozostaje w norze. Rodzice opiekują się swym potomstwem, tylko w tym czasie H. africaeaustralis żyje w grupie. Osiągnąwszy 5 miesięcy młode zaczynają samodzielnie wyruszać w poszukiwaniu pokarmu. Matka nie może zajść w kolejną ciążę jeszcze przez okres 3-5 miesięcy po odstawieniu miotu od piersi. Co prawda cykl owulacyjny pojawia się u niej już 2-42 dni po odstawieniu, jednakże przed następnym zapłodnieniem musi minąć od 3 do 7 cykli, trwających 32,3±4,6 dnia. Przerwa pomiędzy kolejnymi miotami wynosi 110-500 dni, jednakże jeśli trwa ona mniej, niż 200 dni, następny miot zwykle nie przeżywa. Stanowi to skutek konkurencji z potomstwem z poprzedniego miotu. Dlatego też średnia przerwa pomiędzy dwoma odchowanymi miotami wynosi 345 dni.
Wiek, w jakim jeżozwierzowate te osiągają dojrzałość płciową, zależy od płci. U samic dzieje się to w okresie pomiędzy dziewięcioma miesiącami a rokiem i czterema miesiącami (średnio w wieku 375 dni). Natomiast samce dojrzewają, licząc od ośmiu miesięcy do wieku dwa razy starszego (średnio 390 dni). Przed przystąpieniem do rozrodu młode zwierzęta muszą zmienić miejsce życia. Stwierdzono bowiem, że prowadzące grupowy tryb życia samice nie rozmnażają się pomimo obecnych cykli jajnikowych. Natomiast usunięte z grupy mogą przystąpić do rozrodu.
Całkowita długość życia osobnika tego gatunku wynosi zwykle 12-15 lat. W niewoli może dożyć nawet 20 lat. Maksymalnie zanotowano wiek 23,1 roku.

## Drapieżnicy
Wśród drapieżników polujących na ten gatunek wymienia się duże kotowate, hienowate, duże ptaki drapieżne. Stanowi także cel polowań człowieka.
Podobnie, jak jego krewniacy, ten gatunek jeżozwierza nie należy do łatwych zdobyczy. Jest dość płochliwy. Zaniepokojony zamiera w bezruchu, strosząc swe kolce, odpadające w kontakcie z agresorem. Następnie zaś poczyna biegać w tył i na boki, strasząc przeciwnika kolczastym owłosieniem. Jeśli może, ucieka do nory, odwracając się kolcami w stronę wejścia.

## Status
Zwierzę występuje pospolicie. Jego liczebność nie ulega zmianom. Badania opierające się na ustalaniu wieku zwierzęcia dzięki stanowi jego zębów wykazały, że struktura wiekowa populacji jest stabilna.
Przez długi czas uczonych nurtowała kwestia, w jaki sposób regulowana jest liczebność gatunku. Ponieważ osiąga ona tylko taki poziom, jaki może wyżywić środowisko, wydaje się, że przyrost naturalny ujemnie koreluje z zagęszczeniem osobników. Wydaje się, że rozród ograniczają głównie sezonowość okresu rozrodczego, monogamia i życie w grupach w początkowych okresie życia. Stwierdzono, że przy mniejszym zagęszczeniu osobników młode prędzej opuszczają rodziców. Natomiast do najważniejszych czynników biorących udział w autoregulacji liczebności gatunku zaliczono wiek, w którym nowe pokolenie dochowuje się swego pierwszego miotu, a także śmiertelność młodych.
Nie wymienia się poważnych zagrożeń dla gatunku. Chociaż pada on ofiarą polowań, skorzystał na ekspansji ludzkiej i rozwoju rolnictwa, stając się szkodnikiem upraw. Także zmniejszenie populacji polujących nań wielkich kotów sprzyja gatunkowi.
Gatunek zamieszkuje liczne parki narodowe i obszary chronione. Należą tutaj Park Narodowy Krugera, Park Narodowy Pilanesberg, Park Narodowy Mountain Zebra, Transgraniczny Park Narodowy Kgalagadi, Park Narodowy Addo Elephant. Jeżozwierza tego spotyka się też w Tembe Elephant Park. Obejmuje go też National Environmental Management: Biodiversity Act z 2004.

## W kulturze i niewoli

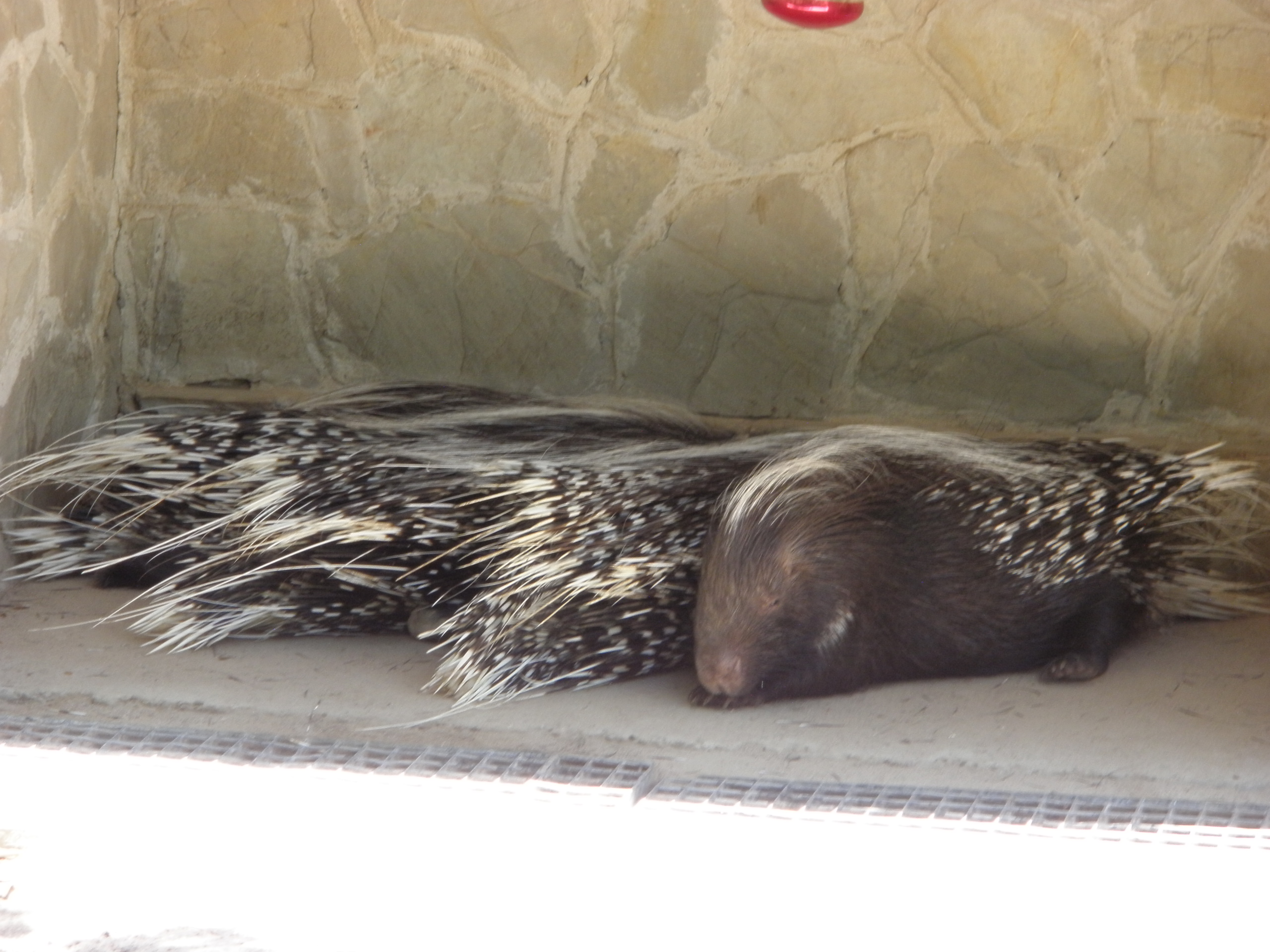
Jeżozwierz południowoafrykański w niewoli

Panuje pogląd, że jeżozwierze potrafią strzelać swoimi kolcami, co nie jest zgodne z prawdą.
Obecnie traktuje się gatunek jako szkodnika, pojawia się bowiem często na plantacjach, gdzie nie tylko zjada uprawiane rośliny, ale także kopie dziury, wyrządzając o wiele większe szkody. Jest on także obiektem polowań, a jego mięso, zwłaszcza wśród miejscowej ludności, ceni się za delikatność. Natomiast kolce służą tubylcom do wyrobu biżuterii i innych przedmiotów dekoracyjnych.
Zwierzę spotyka się w niewoli. Do unieruchamiania go używa się mieszaniny chlorowodorków tiletaminy i zolazepamu. Eksperci uznają ją za odpowiednią do tego celu, chociaż spowodowała śmierć 1 samca na 31 badanych jeżozwierzy.